# Ferréol de Limoges
Pour les articles homonymes, voir Saint Ferréol et Limoges (homonymie).
Saint Ferréol, ou Ferreolus, était un évêque de Limoges à la fin du VIe siècle. Il est mort après 591 et avant 597. 
C'est un saint chrétien fêté le 18 septembre.

## Histoire et tradition
Ferréol a été élu évêque à la fin du VIe siècle, au retour d'un pèlerinage à Rome. Il a eu à calmer les fureurs populaires contre les exactions des rois mérovingiens, et aussi à reconstruire la basilique Saint Martin de Brive incendié en ces temps difficiles. Il assista au concile de Mâcon de 585, où l’on visa à restaurer la pratique dominicale, outre la responsabilité épiscopale dans la protection des faibles et la discipline ecclésiastique,,,. 
Ferréol présida les obsèques de Saint Yrieix en 591. A sa mort, Ferréol fut considéré comme un saint et vénéré par la population.

## Notoriété et Culte
Les informations sur sa vie nous sont rapportées par Grégoire de Tours qui était son contemporain et un collègue très proche.
Sa mémoire liturgique est célébrée le 18 septembre dans l’Église catholique mais également dans l’Église orthodoxe

### Église paroissiale de la Décollation de Saint Jean-Baptiste à Nexon

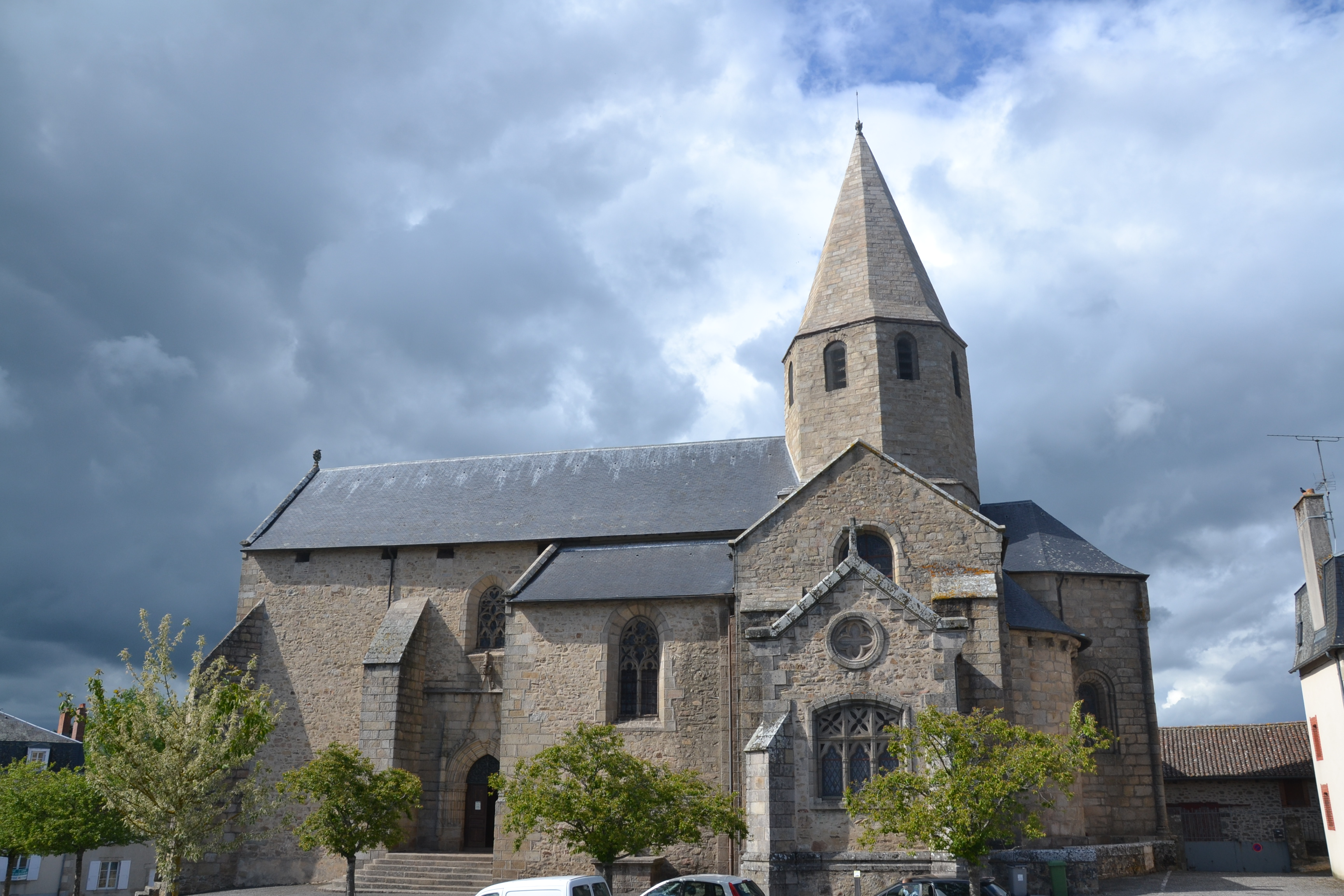
Église de Nexon contenant un reliquaire de Saint Ferréol.

On peut admirer, dans l'église paroissiale de Nexon le chef de saint Ferréol, réalisé au XIVe siècle par Aymeric Chrétien et porté lors des Ostensions limousines tous les sept ans. Cette statuette ne doit pas être confondue avec celle de saint Jean-Baptiste céphalophore dans cette même église de Nexon.